# Nesticus akamai
Nesticus akamai là một loài nhện trong họ Nesticidae.
Loài này thuộc chi Nesticus. Nesticus akamai được Takeo Yaginuma miêu tả năm 1979.